# Strażnica KOP „Jaśkowicze”
Strażnica KOP „Jaśkowicze” – zasadnicza jednostka organizacyjna Korpusu Ochrony Pogranicza pełniąca służbę ochronną na granicy polsko-sowieckiej.

## Formowanie i zmiany organizacyjne
W 1925 w składzie 5 Brygady Ochrony Pogranicza, został sformowany 16 batalion graniczny. W 1928 roku w skład batalionu wchodziło 16 strażnic. Strażnica KOP „Jaśkowicze” funkcjonowała w 2 kompanii KOP ”Grabów” w 1928, 1929 i 1938, a w latach 1931 – 1934 i 1939 znajdowała się w 1 kompanii granicznej KOP „Rachowicze”  batalionu KOP „Sienkiewicze”. Strażnica liczyła około 18 żołnierzy i rozmieszczona była przy linii granicznej z zadaniem bezpośredniej ochrony granicy państwowej.
W 1932 obsada strażnicy zakwaterowana była w budynku popolicyjnym. Strażnicę z macierzystą kompanią łączył trakt długości 15 km.

## Służba graniczna
Podstawową jednostką taktyczną Korpusu Ochrony Pogranicza przeznaczoną do pełnienia służby ochronnej był batalion graniczny. Odcinek batalionu dzielił się na pododcinki kompanii, a te z kolei na pododcinki strażnic, które były „zasadniczymi jednostkami pełniącymi służbę ochronną”, w sile półplutonu. Służba ochronna pełniona była systemem zmiennym, polegającym na stałym patrolowaniu strefy nadgranicznej, wystawianiu posterunków alarmowych, obserwacyjnych i kontrolnych stałych, patrolowaniu i organizowaniu zasadzek w miejscach rozpoznanych jako niebezpieczne, kontrolowaniu dokumentów i zatrzymywaniu osób podejrzanych, a także utrzymywaniu ścisłej łączności między oddziałami i władzami administracyjnymi. Strażnice KOP stanowiły pierwszy rzut ugrupowania kordonowego Korpusu Ochrony Pogranicza.
Strażnica KOP „Jaśkowicze” w 1932 ochraniała pododcinek granicy państwowej szerokości 7 kilometrów 50 metrów od słupa granicznego nr 1038 do 1044, a w 1938 pododcinek szerokości 14 kilometrów 955 metrów od słupa granicznego nr 1029 do 1043.
Sąsiednie strażnice:
- strażnica KOP „Chutor Jaśkowickie” ⇔ strażnica KOP „Morocz” - 1928[2], 1929[3], 1932[6], 1934[7]
- strażnica KOP „Rachowicze” ⇔ strażnica KOP „Morocz” - 1931[5] , 1938[4]